# Give It to Me Right
A Give It to Me Right Melanie Fiona kanadai R&B-énekesnő első kislemeze a The Bridge című első albumáról. A kislemez és az album is 2009-ben jelent meg. A dal szerzője és producere Andrea Martin. A dal részletet használ fel a The Zombies 1968-ban megjelent Time of the Season című slágeréből.
Videóklipje 74. helyezést ért el a Black Entertainment Television Notarized: Top 100 Videos of 2009 slágerlistáján.

## Fogadtatása
A Give It to Me Right a 96. helyen nyitott a Canadian Hot 100 slágerlistán a 2009. március 7-ével kezdődő héten, és a 20. helyig jutott. Az Egyesült Államokban a 95. helyen debütált a Billboard Hot R&B/Hip-Hop Songs listán a 2009. március 14-én kezdődő héten, és a 79. helyig jutott. Olaszországban a 64. helyen nyitott május 1-jén, és a következő héten elérte legmagasabb pozícióját, a 9-et. A brit kislemezlistán a 41. helyig jutott, de már a következő héten lecsúszott a 64-re.

## Számlista
CD maxi kislemez
1. Give It to Me Right (UK Radio Edit)
2. Give It to Me Right (Paul Emmanuel Remix)
3. Give It to Me Right (Burns Remix)

CD maxi kislemez
1. Give It to Me Right (Paul Emmanuel Remix Radio Edit) – 3:34
2. Give It to Me Right (Paul Emmanuel Extended Remix) – 7:44
3. Give It to Me Right (Burns Edit) – 5:39
4. Give It to Me Right (Radio Edit) – 3:41

## Helyezések
| Slágerlista (2009)                  | Legmagasabb helyezés |
| ----------------------------------- | -------------------- |
| Brit kislemezlista                  | 41                   |
| Canadian Hot 100                    | 20                   |
| Görög kislemezlista                 | 5                    |
| Német kislemezlista                 | 31                   |
| Olasz kislemezlista                 | 9                    |
| Ö3 Austria Top 40                   | 54                   |
| Svájci kislemezlista                | 5                    |
| USA Billboard Hot R&B/Hip-Hop Songs | 57                   |

| Éves összesített slágerlista (2009) | Legmagasabb helyezés |
| ----------------------------------- | -------------------- |
| Olasz kislemezlista                 | 80                   |
| Svájci kislemezlista                | 56                   |